# 貝爾法斯特 (密蘇里州)
貝爾法斯特（英語：Belfast）是位於美國密蘇里州牛頓縣的非建制地區。

## 歷史
貝爾法斯特的郵局於1889年設立，其後於1901年停運。此地於1925年共有人口25人。

## 地理
貝爾法斯特所處的海拔為高於海平面346米（即1135英呎），而該地所採用的時區為UTC-6，即北美中部時區（CST）。同時該地設有夏令時間，為UTC-6調快一小時，即UTC-5（CDT）。